# Trochocercus cyanomelas
Trochocercus cyanomelas là một loài chim trong họ Monarchidae.